# Verdens Ansigt
Verdens Ansigt er en amerikansk stumfilm fra 1921 af Irvin Willat.

## Medvirkende
- Edward Hearn som Harold Mark
- Barbara Bedford som Thora
- Harry Duffield
- Lloyd Whitlock som Duparc
- Gordon Mullen som Ivar Holth
- J.P. Lockney som Dr. Prahl
- Fred Huntley som Attorney Gundahl